# Oktjabrskoje Pole
Oktjabrskoje Pole (Oktoberveld Russisch: Октябрьское Поле uitspraakⓘ) is een station aan de Tagansko-Krasnopresnenskaja-lijn van de Moskouse metro. 

## Geschiedenis
Het station is het 96e van de Moskouse metro en was bij de opening op 30 december 1972 het noordelijke eindpunt van de Krasnopresnensko-radius die tussen 1968 en 1972 werd gebouwd. Deze radius is het westelijk deel van de Tagansko-Krasnopresnenskaja-lijn en was het tweede stuk, na de Zjadanovsko-radius ten oosten van het centrum, van de lijn dat werd gebouwd. Vlak voor kerstmis 1975 werd de verbinding tussen beide lijndelen onder de binnenstad geopend en op 28 december 1975 werd ook de verdere verlenging naar het noorden geopend zodat Oktjabrskoje Pole niet langer een eindpunt was. De naam is te danken aan het oktoberveld dat vroeger ter hoogte van het station lag en in 1991 werd voorgesteld om het station om te dopen in Chodynskoje Polje. Aan de noordkant van het station liggen keersporen die tijdens de eerste drie jaar gebruikt werden om metro's te keren.De keersporen worden tegenwoordig gebruikt om metro's 's nachts te stallen en klein onderhoud te plegen. Ook worden de metro's voor versterkingsritten tijdens de spits nog steeds gekeerd op deze sporen.     

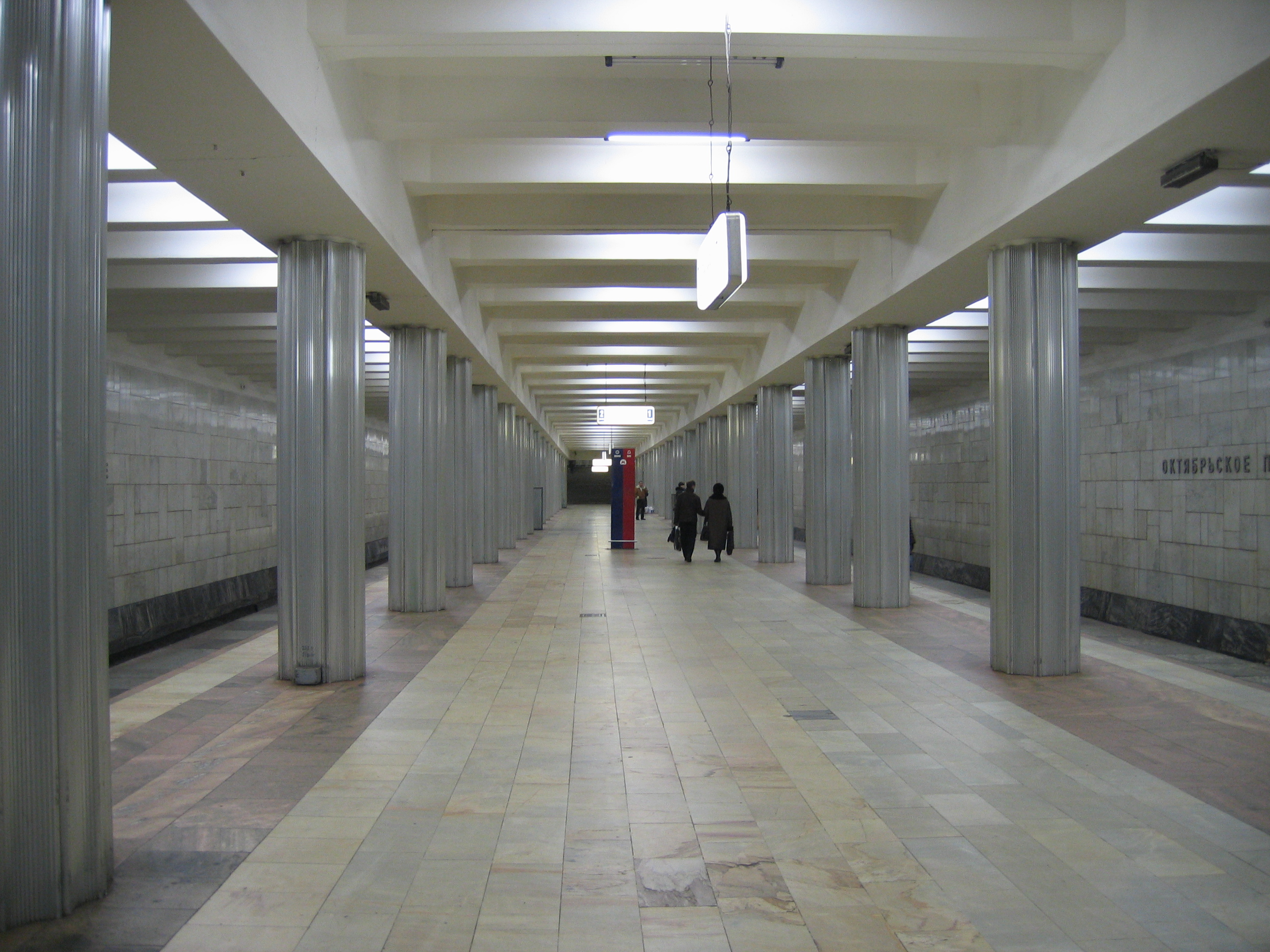
De duizendpoot
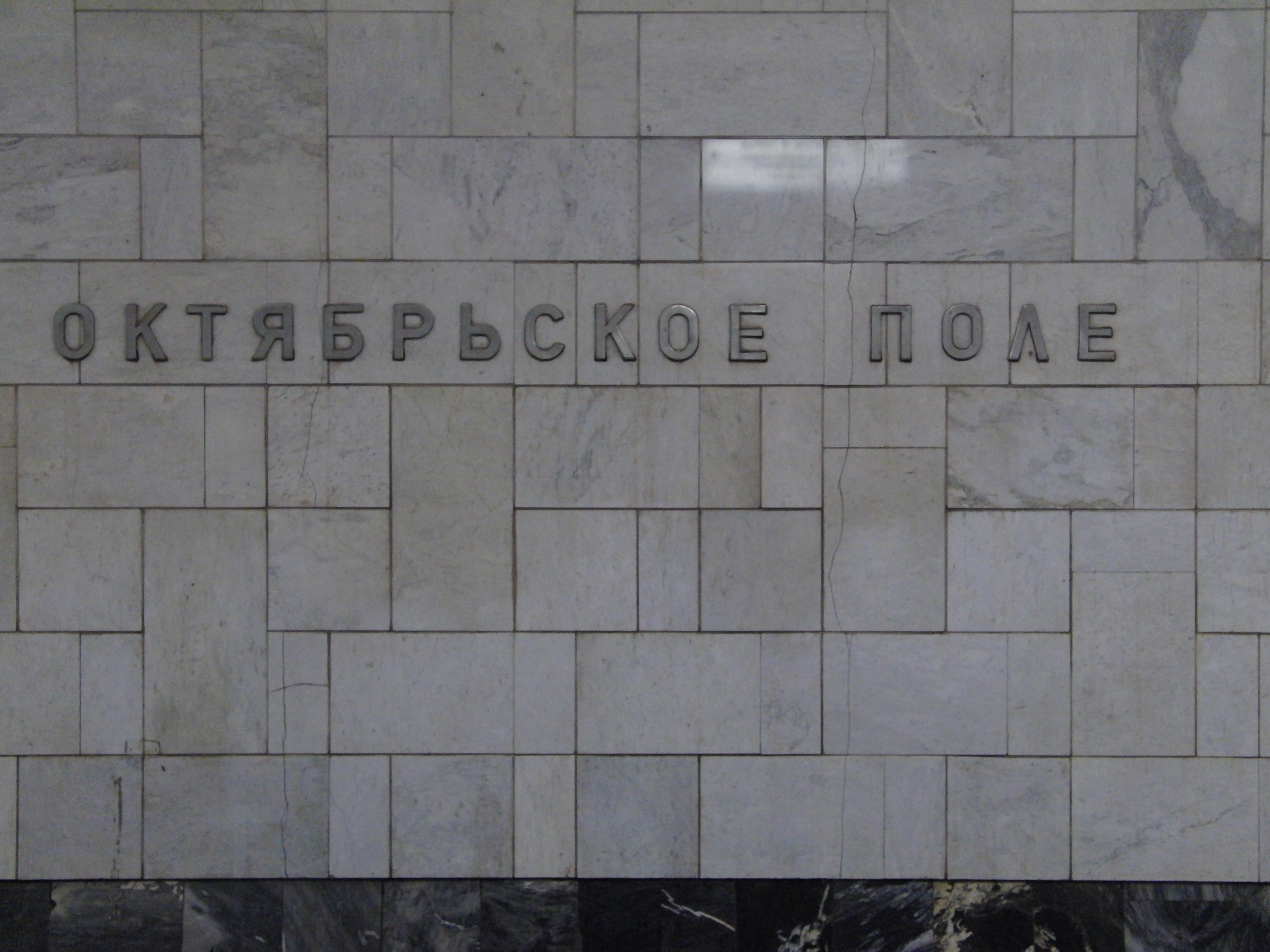
De stationsnaam op de tunnelwand

## Ligging en inrichting
Het station ligt onder het kruispunt van de Maarschalk Birjoezovstraat en de Straat van de Volksmilitie. De toegang tot het perron wordt gevormd door vaste trappen op de kopse kanten van het perron die aan de bovenkant uitkomen in een verdeelhal pal onder de straat. Deze verdeelhallen zijn verbonden met voetgangerstunnels onder de Maarschalk Birjoezovstraat met elk twee toegangen aan weerszijden van de straat. De ene voetgangerstunnel ligt ten noordwesten van het kruispunt, de andere ten zuidoosten. Het ondiep gelegen zuilenstation is gebouwd op basis van het standaardontwerp uit 1961, de zogeheten duizendpoot. In het ontwikkelingsplan van de metro uit 1965 was een buitenring opgenomen die ook Obstrakje Pole zou aandoen. Het standaardontwerp werd door de architecten N.A. Aljoesjin, L.N. Zajtseva en constructeur O.A. Sergejev aangepast vooruitlopend op de overstappers tussen beide lijnen. Hiertoe werd midden op het perron een trappenhuis gepland net zoals dat bij Kachovskaja is gerealiseerd. De route van de buitenring is later herzien maar de zuilen in het midden van het perron zijn versterkt ten behoeve van de mogelijke aanleg van het trappenhuis. Het station werd gebouwd door bouwbrigade 3 onder leiding van K.I. Krjoekov. De tunnelwanden zijn bekleed met wit Koelgin-marmer en donkergrijs Gazgan-marmer. De kunstenaars D.J. Bodnjeks en H.M. Roesin sierden de tunnelwanden op met panelen van gesmeed aluminium. Op deze panelen is de vlag van de Sovjet-Unie (met de vijfpuntige ster, hamer en sikkel), met de zon op de achtergrond te zien. De wanden langs de trappen zijn afgewerkt met grote tegels. Het perron tussen de zuilen en langs het spoor bestaat uit licht gazgan-marmer, terwijl de twee rijen zuilen zijn geplaatst in een strook van roze Boerovsjina-marmer. De zuilen zijn, als eerste station van de Moskouse metro, afgewerkt met geribbeld geanodiseerd aluminium dat qua kleur goed aansluit bij de tunnelwanden.       

## Reizigersverkeer
De reizigers kunnen door de week vanaf 5:54 uur richting het centrum en vanaf 5:52 uur naar het noorden. In het weekeinde is dit om 5:53 uur in beide richtingen, behalve richting het centrum op oneven dagen wanneer de eerste metro om 5:54 uur vertrekt. In april 2019 werden camera's aangebracht als proef voor toegang door middel van gezichtsherkenning 